# Trebius Niger
Trebius Niger (Kr. e. 2. század) római író
Lucullus alatt szolgált Hispániában Kr. e. 150-ben, proconsul volt. Egy természetrajzi munkát írt, amely nem maradt fenn. Idősebb Plinius a művet forrásnak használta.